# Nonnekysset og to andre korte film
|  | Denne artikel er oprettet af botten Steenthbot ud fra en ekstern database. Den kan derfor have sproglige fejl eller mangler. Denne skabelon kan fjernes efter kontrol af indholdet. |

Nonnekysset og to andre korte film er en dansk kortfilm fra 1969 instrueret af Kirsten Stenbæk.

## Handling
I slutningen af tresserne lavede Kirsten Stenbæk sammen med Bent Grasten en række såkaldte collage-film, som markerede en ny, uhøjtidelig og artistisk set ekvilibristisk filmgenre. I denne antologi er tre eksempler samlet. Det er »Nonnekysset«, som bygger på en novelle af Gustav Wied, efterfulgt af »Frk. Julie« efter Strindberg og afsluttet af »Timelærer Nansen« om en ung lærer, der omgives af tre unge piger, af hvilke der er én, han meget gerne vil i seng med. Det lykkes for ham.